# Baños de Higuera
Los baños de Higuera fueron manantiales termales ubicados en la Región de Valparaíso utilizados para fines medicinales y turísticos, pero en 2024 ya no se conoce el lugar exacto de su ubicación.

## Ubicación
El mapa del IGM de 1945 los muestra al noreste de la ciudad de San Felipe.

## Historia
Luis Risopatrón lo describe en su Diccionario Jeográfico de Chile de 1924:
Higuera (Aguas de la) 32° 40'? 70° 40'?. Con 18,9° C de temperatura i análoga naturaleza a las de Jahuel, revientan a unos 5 kilómetros hacia el W de los baños de este nombre. 85, p. 170; 1 vertientes en 63, p. 189; i termas Baños de Higuera en 68, p. 36.